# Rhizogonium undulatum
Rhizogonium undulatum là một loài rêu trong họ Rhizogoniaceae. Loài này được (Lindb.) A. Jaeger mô tả khoa học đầu tiên năm 1875.